# ماریبا
ماریبا (به انگلیسی: Mareeba) یک شهرک در استرالیا است که در کوئینزلند واقع شده‌است.